# معبر باب السلامة
معبر باب السلامة (بالتركية: Öncüpınar Sınır Kapısı)‏ أو (بالتركية: Babülselam Sınır Kapısı)‏ هو معبر حدودي هام، وواحد من اثنين يربطان بين ريف حلب وتركيا. ويربط معبر باب السلامة بين مدينة حلب في شمال سوريا من جهة، وكلس ثم غازي عنتاب من الجهة الأخرى.
يقع على بعد 5 كيلومترات من مدينة أعزاز.

## المخيم
تحتضن ما يشبه مدينة مؤقتة لوجود مخيم لاجئين للسوريين الفارين من الأزمة السورية.

## الغلق
في أواخر 2013م، أغلق المعبر الذي تتحكم فيه المعارضة السورية، لحدوث اشتباكات بين لواء «عاصفة الشمال» وداعش، فأغلق من الجانب التركي تخوفا من السيارات المفخخة. وقد حدث ذلك بالفعل في بدايات 2014م موديا بحياة العشرات.